# Stethoperma
Stethoperma is een kevergeslacht uit de familie van de boktorren (Cerambycidae). De wetenschappelijke naam van het geslacht werd voor het eerst geldig gepubliceerd in 1884 door Lameere.

## Soorten
Stethoperma omvat de volgende soorten:
- Stethoperma batesi Lameere, 1884
- Stethoperma candezei Lameere, 1884
- Stethoperma duodilloni Gilmour, 1950
- Stethoperma flavovittata Breuning, 1940
- Stethoperma multivittis Bates, 1887
- Stethoperma obliquepicta Breuning, 1940
- Stethoperma zikani Melzer, 1923